# Stockheimer Bach (Usa)
Der Stockheimer Bach ist ein gut 5 km langer linker und westlicher Zufluss der Usa mit einem ausgeprägten eigenen System von Zuflüssen in einem weiten Einzugsgebiet, in dem auch der Hattsteinweiher liegt.

## Name
Der Name leitet sich von der Wüstung Stockheim bzw. des dort ansässigen Adelsgeschlechtes Stockheim ab.

## Geographie

### Verlauf
Der Stockheimer Bach entspringt westlich von Usingen südlich von Wilhelmsdorf. Er mündet im Südosten von Usingen in die Usa.

### Flusssystem Usa
- Fließgewässer im Flusssystem Usa